# Hydrophis cyanocinctus
Hydrophis cyanocinctus là một loài rắn trong họ Rắn hổ. Loài này được Daudin mô tả khoa học đầu tiên năm 1803.

## Phân bố
Được tìm thấy ở Ấn Độ Dương (Từ Vịnh Ba Tư, Iran, Pakistan, Ấn Độ, Sri Lanka, Bangladesh, Myanmar, Thái Lan, Malaysia, Philippines: Biển Visayan, Panay, vv) và các vùng biển xung quanh Hàn Quốc, Nhật Bản, quần đảo Solomon, Biển Đông (bao gồm cả đảo Hải Nam), biển Hoa Đông (bao gồm cả Đài Loan), vùng ven biển Sơn Đông và Liêu Ninh (Trung Quốc) bờ biển của vịnh Ba Tư (Oman, United Arab Emirates), Đông Nam Á thông qua cho đến New Guinea.

## Hình ảnh

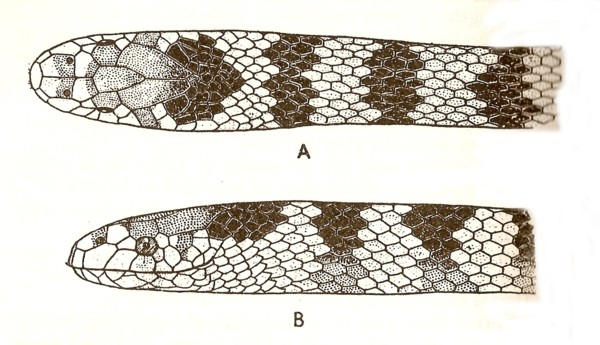